# Conny Månsson
Conny Månsson, född 4 januari 1980, är en svensk före detta fotbollsmålvakt som senast spelade för Kristiansund BK i Adeccoligaen.